# Hertie Waren- und Kaufhaus
Die Hertie Waren- und Kaufhaus GmbH war bis 1994, Übernahme durch Karstadt, einer der führenden Warenhauskonzerne in Deutschland. Die Konzernzentrale befand sich zuletzt in der Herriotstraße 4, heute Campus Tower, in Frankfurt am Main. Die Hertie Waren- und Kaufhaus GmbH betrieb rund 115 Warenhäuser unter den Namen Hertie, Wertheim, Alsterhaus und KaDeWe sowie rund 35 Bilka-Warenhäuser. Daneben gehörten zu Hertie die Restaurant-Kette Le Buffet, die Elektronik-Fachmärkte Schaulandt, Schürmann und WOM (World of Music) sowie die Bekleidungs-Märkte Wehmeyer.

## Geschichte

### Familienunternehmen Hermann Tietz
Die Firma Hermann Tietz, gegründet von Oscar Tietz mit dem Kapital seines Onkels Hermann Tietz, eröffnete ihr erstes Geschäft am 1. März 1882 in Gera. Es nannte sich „Garn-, Knopf-, Posamentier-, Weiß- und Wollwarengeschäft Hermann Tietz“ und hatte bereits einige Merkmale moderner Warenhäuser wie festgelegte Preise, keine Stundung, kein Anschreibenlassen und ein vielfältiges, branchenübergreifendes Angebot.
Nach einer Anlaufphase von sechs Jahren folgten die Eröffnungen der Filialen in Weimar (1886), Bamberg, München (1889) und Hamburg (1897). 1900 wurde der Unternehmenssitz nach Berlin verlegt. Unweit des kurz zuvor errichteten Warenhauses Wertheim an der Leipziger Straße errichtete mit dem ersten Tietz in Berlin einen konkurrierenden „Konsumtempel“ mit eigener Kellerei an. In großen, luxuriösen Warenhauspalästen wie diesem wurde den Kunden ein neuartiges Einkaufserlebnis geboten. Für den Bau des 1904 eingeweihten Warenhauses am Alexanderplatz wurde das „Lessinghaus“ abgerissen. Nach und nach eröffnete die Firma in der Reichshauptstadt zehn Warenhäuser und verfügte damit dort über die größte Verkaufsfläche. In Hamburg folgte 1912 das „Warenhaus Hermann Tietz“ (seit 1935 Alsterhaus) am Jungfernstieg.

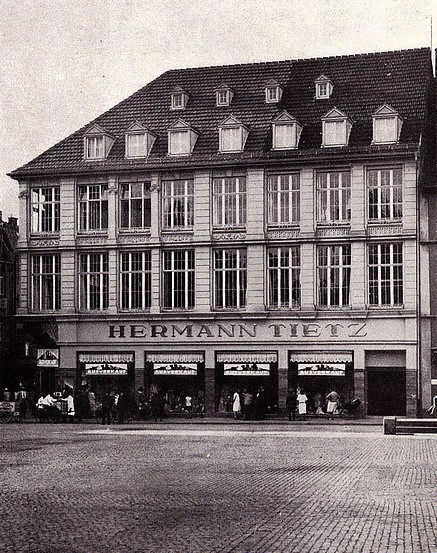
Kaufhaus Hermann Tietz in Weimar am Markt um 1906
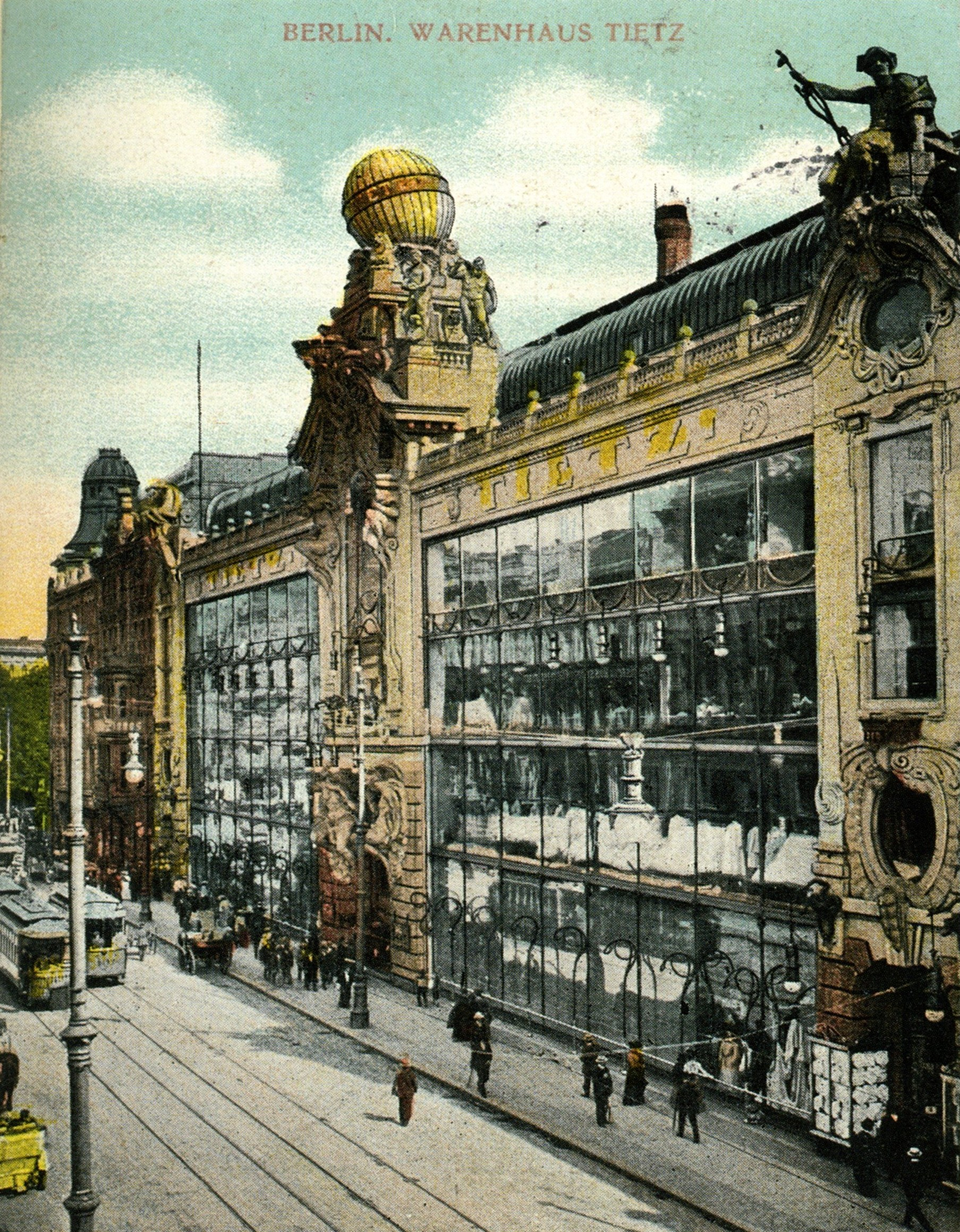
Warenhaus Tietz, 1900, Berlin, Leipziger Straße
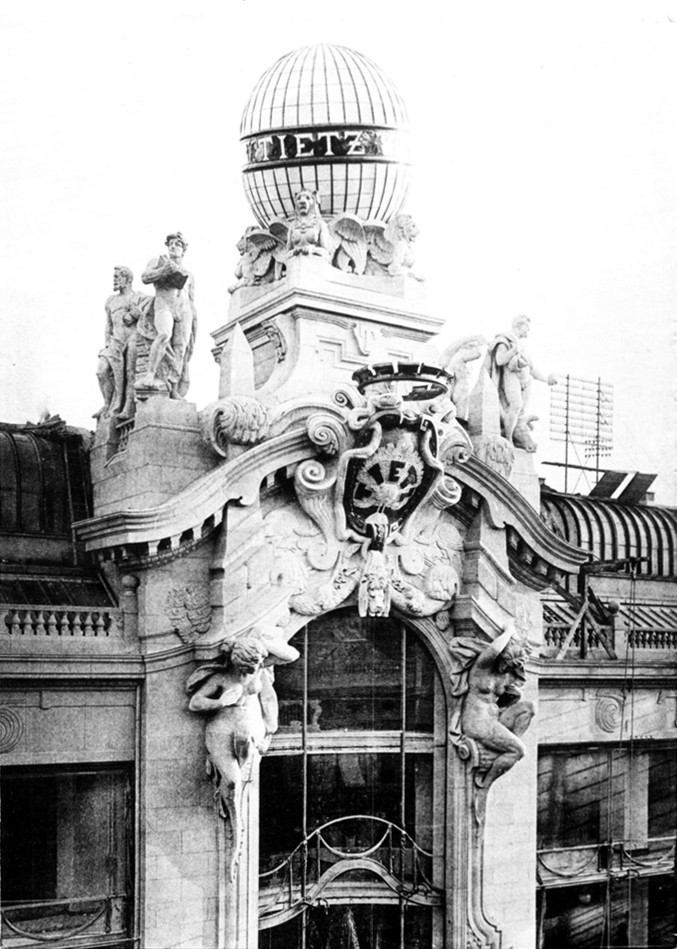
Warenhaus Tietz, Berlin, Leipziger Straße, Hauptportal mit Tietz-Globus
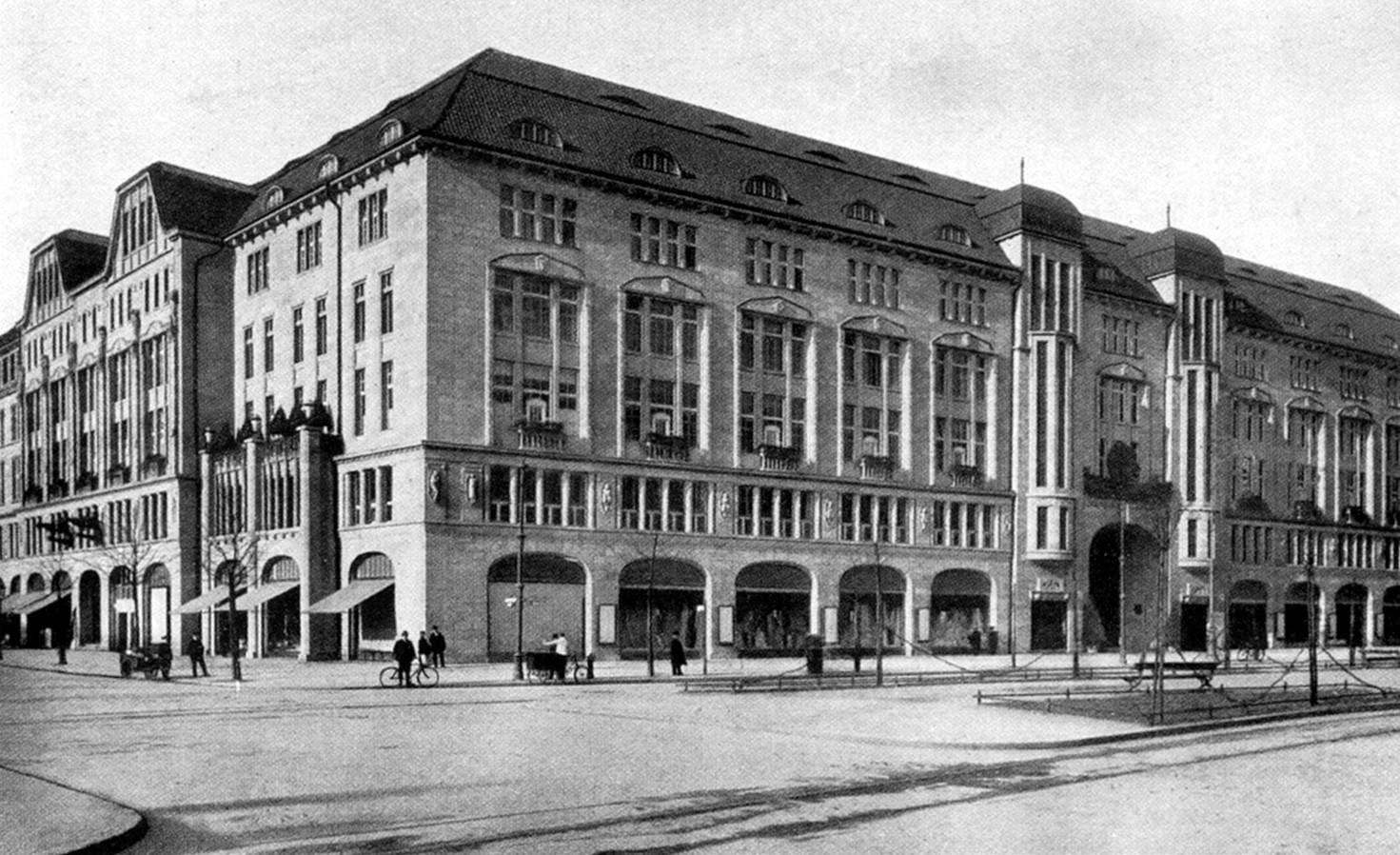
KaDeWe, 1907, Berlin, Tauentzienstraße, 1927 von A. Jandorf & Co. übernommen
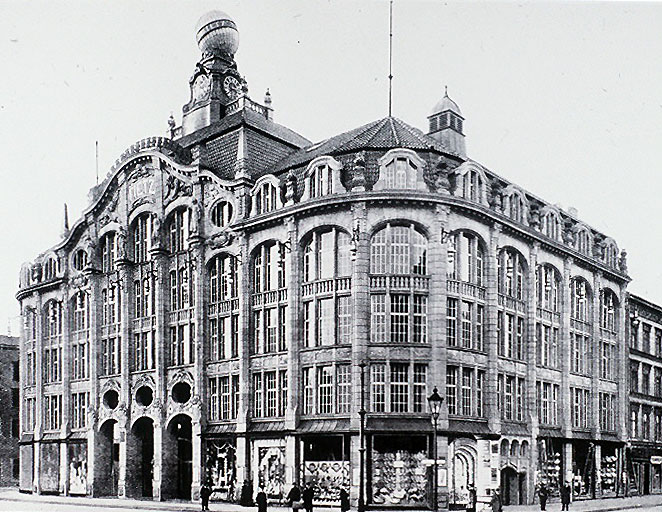
Kaufhaus Tietz, 1911, Berlin, Alexanderplatz
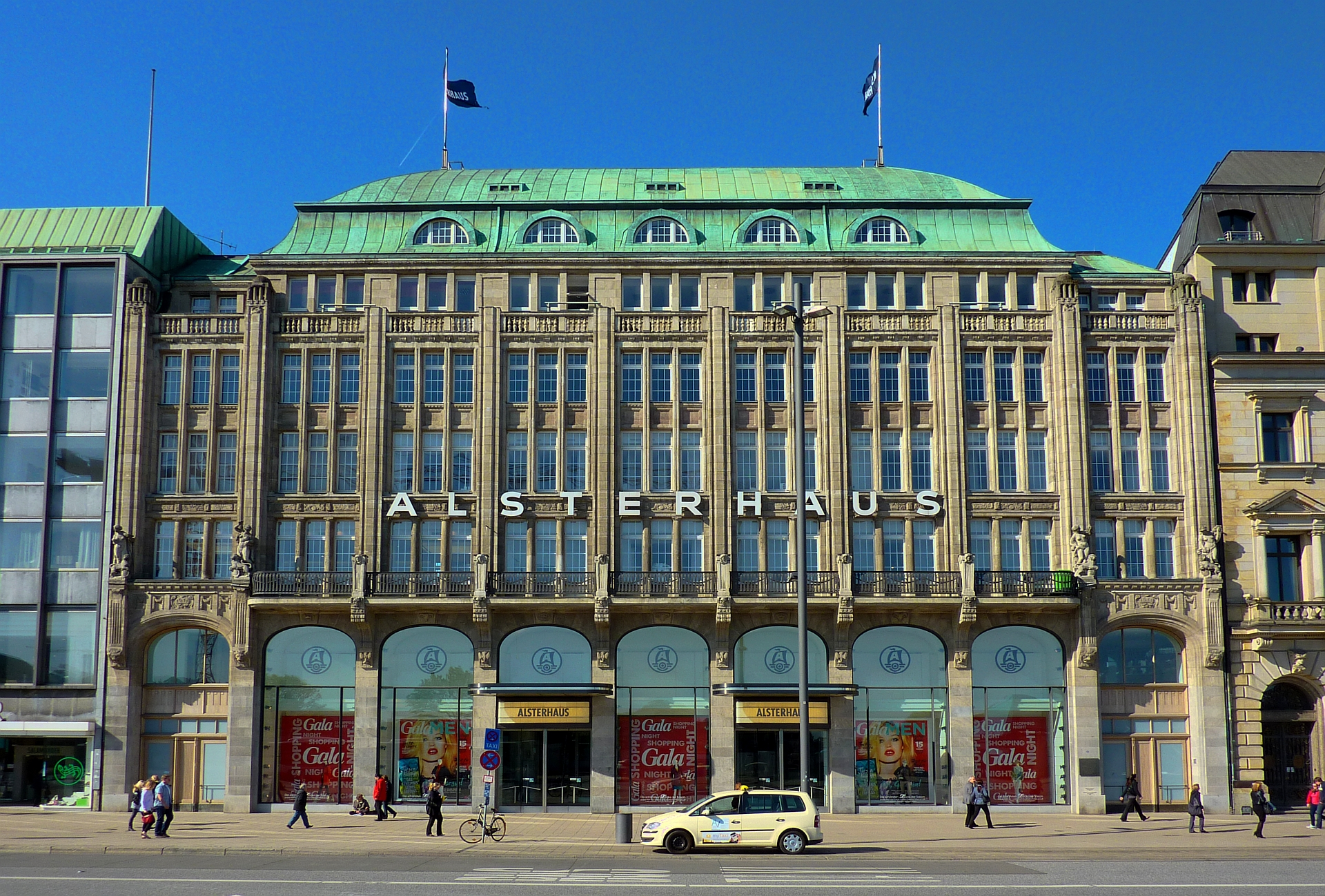
Warenhaus Hermann Tietz, Hamburg, Jungfernstieg, 1912, seit 1935 Alsterhaus

Das Unternehmen Hermann Tietz OHG konzentrierte seine Geschäfte auf den Süden und Osten des Deutschen Reiches, während die von Oscar Tietz’ Bruder Leonhard Tietz gegründete und gleichnamige Aktiengesellschaft (ab 1933/34: Westdeutsche Kaufhof AG, vorm. Leonhard Tietz) ihre Filialen im Westen Deutschlands und in Belgien betrieb. Nach dem Tod von Oscar Tietz im Januar 1923 übernahmen seine Söhne Georg und Martin Tietz sowie deren Schwager Hugo Zwillenberg die Geschäftsführung und Eigentümerschaft des Unternehmens. Doch obwohl Tietz Senior vor einer zu großen Expansion auf der Basis von Krediten „eindringlich gewarnt hatte“, gingen sie nun „in erheblichem Maße finanzielle Verpflichtungen ein“.

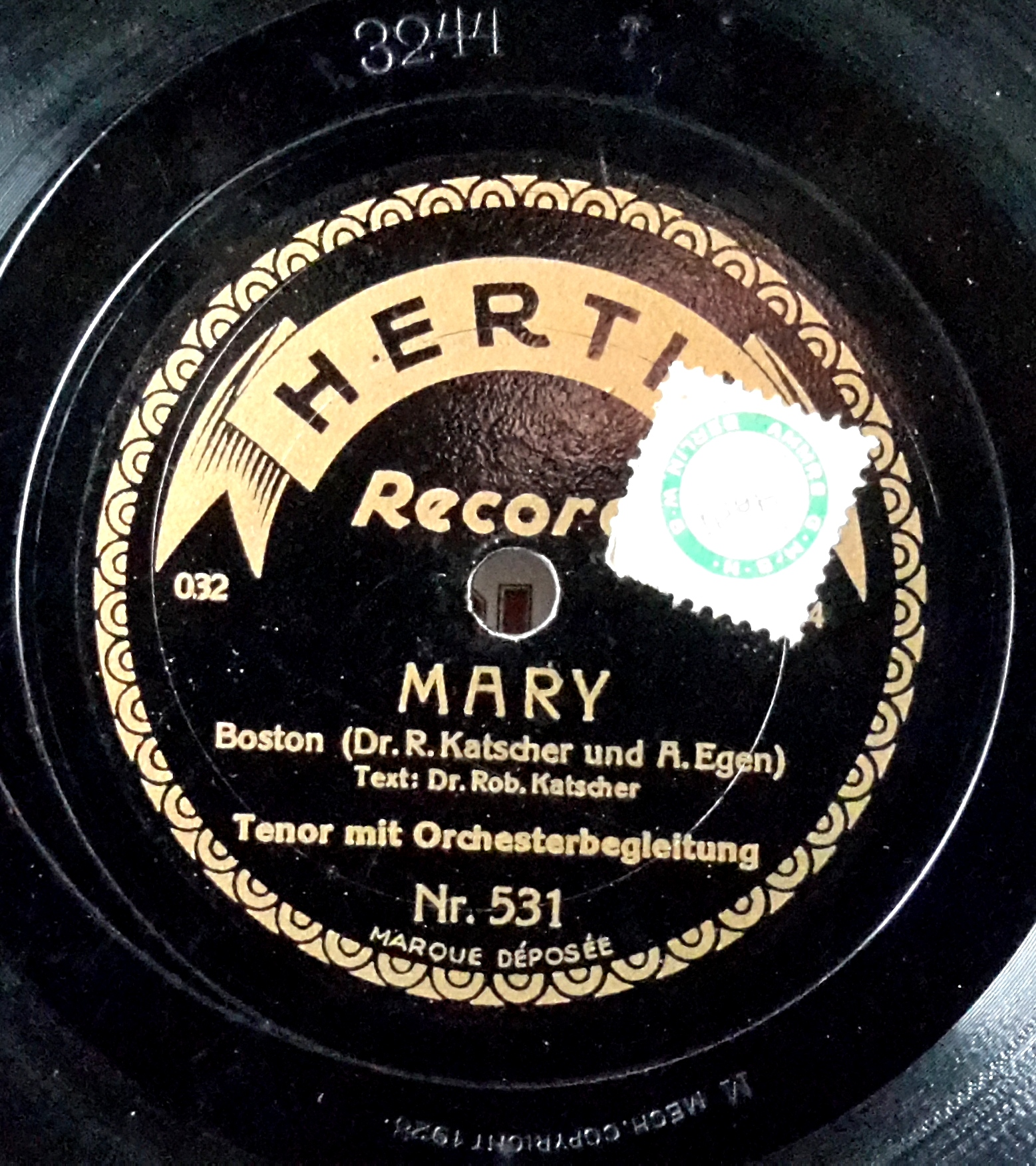
Schallplatte (1928) der Hermann Tietz OHG unter der Eigenmarke Hertie

1926 waren im Unternehmen 13.000 Angestellte tätig.
Ende 1926 vereinbarte die Hermann Tietz OHG die Übernahme des Berliner Kaufhausunternehmens A. Jandorf & Co., zu der das Kaufhaus des Westens (KaDeWe) gehörte. Ab dem Jahresanfang 1927 kamen mit der Jandorf-Kette über 3.000 Mitarbeiter hinzu. Über den Kaufpreis wurde ein beiderseitiges Stillschweigen vereinbart, der Jandorf-Biograph Nils Busch-Petersen vermutet eine Summe „im hohen zweistelligen Millionen-Bereich“. Die Kaufsumme erforderte von Tietz eine entsprechende Höhe an Krediten, „vermutlich zu einem großen Teil mit Fremdmitteln“, die jedoch noch in den 1920er-Jahren von den Banken beinah hinterhergetragen wurden.
1928, ein Jahr nach Übernahme der Jandorf-Kette und ein Jahr vor der Weltwirtschaftskrise, erwirtschaftete die Hermann Tietz OHG einen Jahresumsatz von ca. 300 Millionen Reichsmark, etwa so viel wie Karstadt. In einer von „überschäumende[m] Selbstbewußtsein“ geprägten Firmenpublikation rief sich die Hermann Tietz OHG 1928 zum „grössten Warenhaus-Konzern Europas im Eigenbesitz“ aus.

### „Arisierung“ und der Name Hertie
Die Weltwirtschaftskrise verursachte einen kontinuierlichen Umsatzrückgang bei allen Warenhäusern aufgrund eines massiven Kaufkraftschwundes vor allem bei den Arbeitern und einfachen Angestellten. Mit dem Machtantritt der Hitler-Regierung im Februar 1933 wurde von den Banken, Verbänden und Regierung eine möglichst unauffällige und reibungslose Enteignung von Unternehmen mit jüdischen Eigentümern im „Dritten Reich“ vorbereitet und durchgesetzt. Im Zuge der sogenannten „Arisierung“ betrieb ein Bankenkonsortium aus Dresdner Bank, Deutscher Bank und Disconto-Gesellschaft, Bankhaus Hardy und anderen Gläubigern in Absprache mit dem Reichswirtschaftsministerium die schrittweise Enteignung der Familie Tietz.
Reichswirtschaftsminister Kurt Schmitt konnte Hitler im Juli 1933 davon überzeugen, nicht mehr die Warenhäuser zu verstaatlichen oder aufzulösen. Neben dem Erhalt von Arbeitsplätzen bei den Zulieferern und der Vermeidung von „enorme[n] Verluste[n] der [Gläubiger-]Banken“ vermutet Ladwig-Winters noch ein drittes Argument für Hitlers Kurswechsel: Schmitt erleichterte ihm die Umkehr mit den Vorbereitungen für ein unauffälliges, vertraglich legitimiertes Ausscheiden aller jüdischen Teilhaber, ein Vertragswerk, das die Banken bereits vorbereitet hätten.
Am 24. Juli 1933 gründeten die Gläubigerbanken die Hertie Kaufhaus-Beteiligungs-Gesellschaft m.b.H. (kurz: Hertie GmbH). Am 29. Juli 1933 erzwang das Bankenkonsortium mit einem formal erbrechtlichen Auseinandersetzungsvertrag den sofortigen Rücktritt von Hugo Zwillenberg aus der Geschäftsleitung und Inhaberschaft. Die Banken setzten stattdessen den Textil-Abteilungsleiter der Hermann Tietz OHG, Georg Karg, als Vertreter der Hertie GmbH mit 50.000 Reichsmark persönlicher Einlage als einen der Geschäftsführer und Gesellschafter des Kaufhauskonzerns ein. Die Hertie GmbH trat ohne eigene Vermögenseinlage ein, hatte jedoch einen mehrheitlichen Stimmanteil unter den Gesellschaftern.
Am 18. August 1934 erzwang die Bankengruppe durch die Drohung mit Kreditkündigungen ein vertraglich geregeltes Ausscheiden aller Gesellschafter der Familie Tietz. Die jüdischen Gesellschafter mussten ihre Anteile der Hertie GmbH überlassen und erhielten für ihr stark unterbewertetes Firmenvermögen in Höhe von 21,5 Millionen Reichsmark einen Betrag von 1,5 Millionen Reichsmark erstattet. Die von Eglau, Neumann und vom Munzinger-Archiv kolportierte „Abfindung von zwölf Millionen Mark“ lässt sich dagegen nicht belegen. Karg kaufte später die Anteile der Banken an der Hertie GmbH in zwei Raten auf, 1936 gegen Zahlung von 2,5 Millionen Reichsmark zum Teil auf Kredit und weitere 50 Prozent im Juni 1940; zugleich übernahm Karg die Schulden des Tietz-Konzerns in Höhe von 129 Millionen Reichsmark.
Die Kurzform des Firmennamens zu Hertie aus den Anfangsbuchstaben des bisherigen Firmennamens Hermann Tietz wurde vorher gelegentlich als Eigenmarke genutzt für Waren ohne genaue Herstellerbezeichnung. Mit der Gründung der Hertie Kaufhaus-Beteiligungs-Gesellschaft m.b.H. (kurz: Hertie GmbH) im Juli 1933 machten sie die Banken zur offiziellen Bezeichnung, um damit sowohl einen Besitzerwechsel als auch Kontinuität zu demonstrieren.

### Nachkriegszeit: die Ära Karg

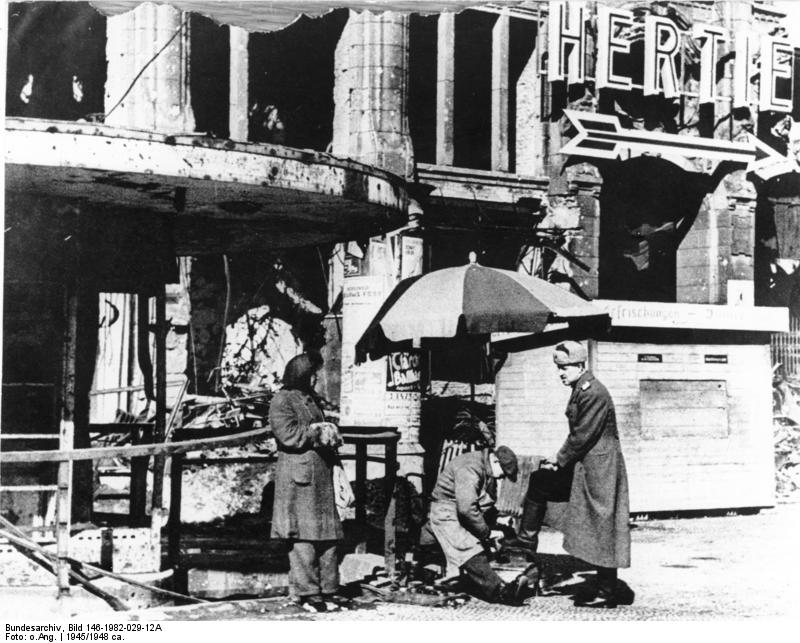
Kaufhausruine am Berliner Dönhoffplatz (1945)

Das Ende des Zweiten Weltkrieges bedeutete einen Einschnitt in der Unternehmensgeschichte. Der Konzern büßte den Großteil seiner Standorte ein, da sie in der sowjetischen Besatzungszone, der späteren DDR, lagen. Die verbliebenen sechs Filialen waren durch die Kriegseinwirkungen zum Teil zerstört. 1948 wurden die Warenhäuser in München, Stuttgart und Karlsruhe wiedereröffnet. Diese drei Filialen wurden 1949 im Rahmen eines Vergleichs an die Familie Tietz als Entschädigung übereignet, als diese die Rückgabe ihres Vermögens anstrebte. Sie wurden zunächst zurück gemietet und in den späten 50er Jahren zurückgekauft und wieder in den Konzern integriert.
Ebenfalls 1949 übernahm Hertie drei neue Filialen in Stuttgart, Wiesbaden und Hamburg-Bergedorf von verschiedenen Konkurrenten. Ein Jahr später wird das KaDeWe wiedereröffnet. Der erste vollständige Neubau eines Warenhauses fand 1951 in Neumünster statt, im gleichen Jahr wurden neue Verkaufsstätten in Landshut und Frankfurt-Höchst übernommen.
1952 übernahm Hertie die Mehrheit an der „A. Wertheim AG“ und der „Hansa AG“ und baute so die Position in den Räumen Berlin, Frankfurt am Main, Mannheim und zudem in Braunschweig (Neubau 1954) aus. Um gegen die damals gut eingeführten Niedrigpreis-Warenhäuser „Kepa“, „DeFaKa“ und „Woolworth“ antreten zu können, gründete Hertie die Niedrigpreis-Warenhauskette „Bilka“ und baute kontinuierlich ein breites Filialnetz auf. Hauptgesellschafter der „Hertie Waren- und Kaufhaus GmbH“ wurde die 1953 gegründete „Karg’sche Familienstiftung“, die spätere „Hertie-Stiftung“. Am 31. Oktober 1957 wurde die „Hertie Italiana s.r.l.“ in Mailand gegründet. Im Jahr 1959 beschloss die „Hertie Waren- und Kaufhaus GmbH“ die Verlegung der Verwaltung von Berlin nach Frankfurt. Die Zentrale war zunächst im Gebäude Zeil 42 (heute als Oberlandesgericht Frankfurt am Main genutzt) und dann in einem Gebäude in Frankfurt-Niederrad untergebracht.
Georg Karg hinterließ bei seinem Tode 1972 eine Warenhaus-Gruppe aus 72 Hertie-Warenhäusern und 29 Filialen der Bilka-Kaufhäuser mit einem Umsatz von 5,1 Milliarden DM und rund 60.000 Mitarbeitern. Kargs Sohn Hans-Georg Karg übernahm den Konzern und expandierte zunächst mit neuen Filialgründungen. Doch „unter seiner Führung erzielte die Kaufhauskette meist nur Verluste.“ Kargs Erben Hans-Georg Karg und seine Schwester Brigitte Gräfin von Norman übertrugen 97,5 Prozent der Firmenanteile 1974 in die Hertie-Stiftung mit Sitz in Frankfurt am Main, um die Erbschaftssteuer zu umgehen. Am 1. März 1982 beging Hertie den 100. Jahrestag seiner Gründung. Der Konzern beschäftigte zu der Zeit nur noch rund 55.000 Mitarbeiter und erwirtschaftete einen Umsatz von rund sechs Milliarden DM. 1989 gründete Hans-Georg Karg die Karg-Stiftung, vier Jahre vor dem Verkauf an Karstadt im Jahr 1993.

Hertie-Signet mit „Sonne“ in den 1970er- und 1980er-Jahren

Nachdem der Kaufhaus-Konzern bis in die 1970er-Jahre rasch expandiert hatte und zahlreiche neue Filialen, auch in kleineren und mittelgroßen Städten eröffnet worden waren (u.a in Gütersloh), gingen die Umsätze Mitte der 1980er-Jahre massiv zurück. So hatte der Hertie-Konzern bis ca. 1984 noch 123 Kaufhäuser bzw. Filialen. Erst in den Folgejahren wurden dann zahlreiche verlustbringende, teilweise erst wenige Jahre zuvor eröffnete Warenhäuser geschlossen, so zum Beispiel die Hertie-Filialen in Bremen, Castrop-Rauxel, Dortmund, Emden, Hameln, Osnabrück, Ratingen und Herne-Wanne sowie die Wertheim-Filialen in Hannover, Essen, Kaiserslautern und Bochum.
Darüber wurden defizitäre Sparten in Tochtergesellschaften ausgegliedert. So gründete Hertie 1986 die System-Gastronomie-Kette „Le Buffet“, die über 70 Filialen besaß, die meisten davon innerhalb der eigenen Kaufhäuser. Den Lebensmittel- und Süßwaren-Bereich übernahm die „NUG Optimus Lebensmittel-Einzelhandelsgesellschaft mbH“.

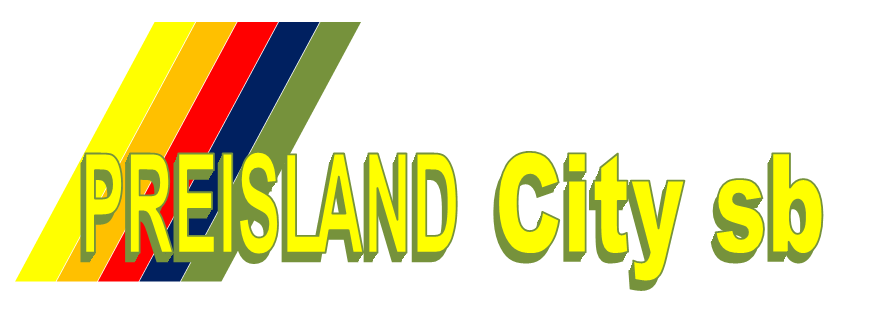
Signet Preisland City sb um 1986

Hertie versuchte einige Bilka- und Hertie-Filialen vollständig auf Selbstbedienung umzustellen. Hierfür wurde 1986 die „Preisland-City-SB“ gegründet. Das Preisland-Konzept war die innerstädtische Antwort von Hertie auf die vor den Toren der Städte entstehenden SB-Warenhäuser. Insgesamt wurden sieben Häuser entsprechend dem „Preisland“-Konzept umgewandelt. Der Versuch, gegen die Konkurrenz „auf der grünen Wiese“ zu bestehen, blieb jedoch weitgehend erfolglos.
Darüber hinaus wollte Hertie vom damals einsetzenden Aufschwung der Elektronik-Fachmärkte profitieren. Deshalb erwarb Hertie 1987 von deren Gründer Thomas Wegner die Hamburger Elektronik-Kette „Schaulandt GmbH“ mit 28 Filialen in Norddeutschland und Berlin sowie die „Schürmann Elektrohandelsgesellschaft mbH“, die mehrere Elektronik-Fachmärkte in Nordrhein-Westfalen betrieb. 1988 wurde die „WOM (World of Music) Musikhandelsgesellschaft mbH“ ins Leben gerufen, mit der der Verkauf von Tonträgern mittels spezieller Musik-Fachmärkte in Großstädten angekurbelt werden sollte. Auch im Bereich Bekleidung wurde 1988 eine Tochtergesellschaft gegründet: die „Wehmeyer GmbH & Co. KG“, die rund 20 Filialen betrieb. Nach dem Ende der DDR übernahm Hertie elf neue Standorte in den neuen Bundesländern.

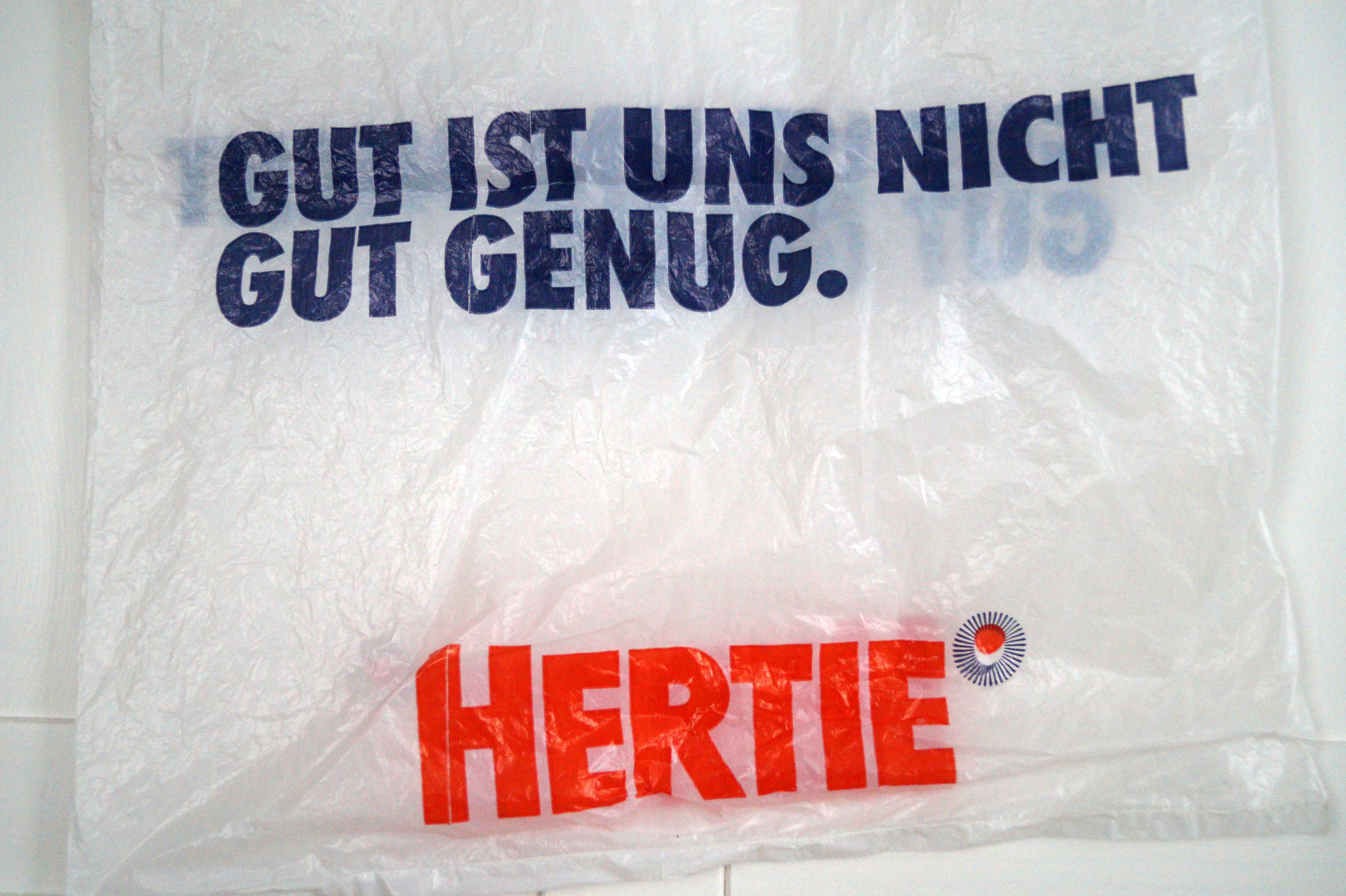
Wahlspruch der 1980er-Jahre

Ende der 1980er-Jahre bemühte sich Hertie, Partner für den Einkauf in Fernost zu finden, um das Gewicht bei Verhandlungen zu stärken. Schließlich wurden zwei Partner gefunden, die schon Erfahrungen mit Einkaufsgemeinschaften hatten. Zum einen war dies die „Horten AG“, die damals nach „Karstadt“, „Kaufhof“ und Hertie viertgrößte deutsche Kaufhauskette, zum anderen die „Kaufring AG“, die mit Horten schon eine europäische Einkaufsgesellschaft gegründet hatte. 1990 gründeten die drei Partner daraufhin die Einkaufsgesellschaft „Sono-Centra“, an der jeder Gesellschafter ein Drittel der Anteile hielt.
1970 war (als eines der ersten Kundenbindungsprogramme überhaupt) die Goldene Kundenkarte eingeführt worden, die auch als Kreditkarte fungierte. Sie war kostenlos und hatte in den 1980er-Jahren 350.000 Abonnenten. Die Goldene Kundenkarte wurde zum Gattungsbegriff für zahlreiche ähnliche Programme. Im Zuge der Übernahme durch Karstadt wurde diese 1996 mit der Klub Karstadt zur Karstadt – Hertie Kundenkarte zusammengeführt, und von 1998 bis 2002 zur Karstadt MasterCard. Ab 2002 wurde den verbliebenen Abonnenten die HappyDigitsCard angeboten.
Hertie gab die Kunden-Zeitschrift Hertie Journal heraus.

### 1993: Übernahme durch Karstadt

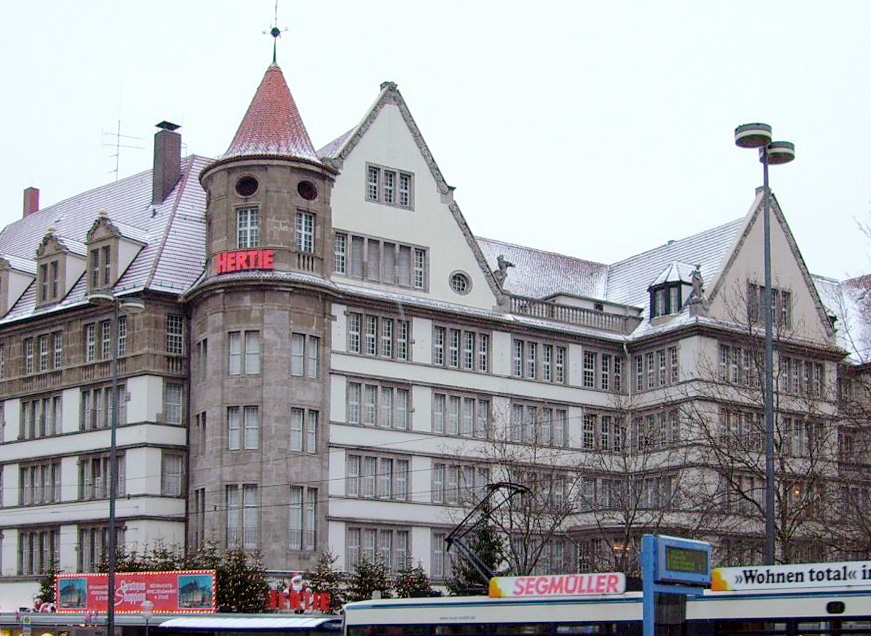
Hertie München, Bahnhofplatz, von Januar 2006 bis Februar 2007 das einzige weiter unter dem Namen Hertie geführte Kaufhaus

Im November 1993 verkaufte die gemeinnützige Hertie-Stiftung nach monatelangen Verhandlungen die „Hertie Waren- und Kaufhaus GmbH“ steuerfrei an die „Karstadt AG“ für 1,652 Milliarden Mark. Die Steuerfreiheit dieser Transaktion wurde später zum Gegenstand von steuerrechtlichen Ermittlungen des Landes Hessen, die jedoch schließlich zugunsten der Hertie-Stiftung eingestellt wurden.
1999 fusionierte Karstadt mit dem Versandhaus „Quelle Schickedanz AG & Co“ und wurde zum Bestandteil der „Arcandor AG“. Da der Plan, Hertie als eigene Division innerhalb des Karstadt-Warenhauskonzerns weiter bestehen zu lassen, aufgrund immer noch steigender Verluste der ca. 35 Hertie-Standorte fehlschlug, wurden sukzessive alle Hertie-Filialen entweder in „Karstadt“ umbenannt, geschlossen oder verkauft. Einzig das Münchner Warenhaus sowie die Filiale in Berlin-Neukölln firmierten bis September 2007 als Hertie.

### 2005–2009: Von Karstadt Kompakt zur Hertie GmbH
Im Spätsommer 2005 verkaufte Karstadt die in der „Karstadt Kompakt GmbH & Co. KG“ zusammengefassten kleineren Warenhäuser an die britischen Finanzinvestoren Dawnay, Day und Hilco UK Ltd. Ab dem 1. März 2007 trugen diese Filialen den Namen „Hertie“. Am 31. Juli 2008 meldete das Unternehmen, das bis zu diesem Zeitpunkt bundesweit 73 Warenhäuser betrieb, beim Amtsgericht Essen wegen der Finanzprobleme des Haupteigentümers Insolvenz an. Am 20. Mai 2009 beschloss die Versammlung der Gläubiger, die 54 noch unter dem Namen Hertie betriebenen Kaufhäuser sowie die Hertie-Konzernzentrale in Essen zu schließen, da eine Rettung aussichtslos erschien.
Es werde noch ein Investor gesucht, sagte ein Sprecher in Essen. Hertie beschäftigte zu dieser Zeit 3400 Mitarbeiter. Die Vermarktung des Warenbestands der von der Schließung betroffenen 19 Hertie-Filialen wollte nach eigenen Angaben die Eltex GmbH aus Heidesheim (Rheinland-Pfalz) übernehmen. Die Verhandlungen mit Hertie liefen, sagte Eltex-Geschäftsführer Michael Hammer. „Es geht noch um die Frage, in welchen Zeiträumen die 19 Filialen geräumt werden.“ Hertie wollte sich zu den Verhandlungen nicht äußern. Nach Angaben von Eltex hatte die Ware einen Verkaufswert von 7 Millionen Euro und sollte im außereuropäischen Ausland vermarktet werden. Die Firma hatte bereits Erfahrung mit der Vermarktung von Überschüssen großer Kaufhäuser und arbeitete unter anderem mit Tchibo und Karstadt zusammen. Zum Vertriebsgebiet der Firma gehörten nach eigenen Angaben Dubai, Aserbaidschan, Turkmenistan, Rumänien, Polen und der Iran.
Am 8. August 2009 war die Hälfte der fünfzig Hertie-Warenhäuser zum letzten Mal geöffnet. Die restlichen Kaufhäuser wurden am 15. August 2009 geschlossen. In einer Aktion der Gewerkschaft ver.di versenkten die ehemaligen Beschäftigten der drei Berliner Hertie-Häuser am 27. August 2009 den Schriftzug des Hertie-Konzerns symbolisch in der Spree.
Im August 2012 erwarb das Osnabrücker Unternehmen HDK AG aus der Insolvenzmasse die Namensrechte an der Marke „Hertie“, um sie künftig für Online-Shops zu nutzen.

## Standorte

### 1930 in Berlin
Kaufhaus-Filialen der Hermann Tietz OHG, eingetragen im Berliner Adreßbuch 1930:

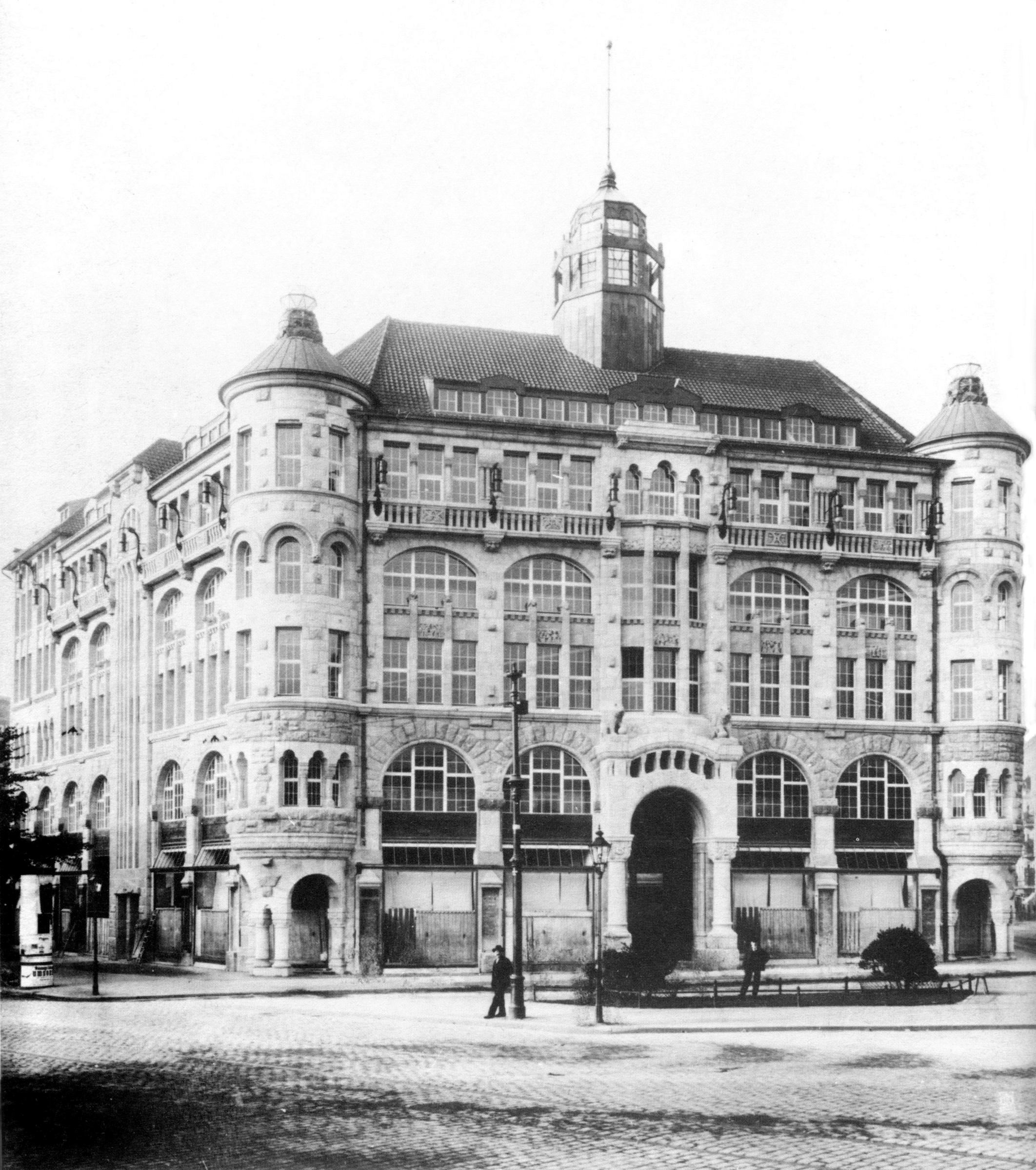
Cottbusser Damm 1–2

- Leipziger Straße 45–50a, SW 19 (am Dönhoffplatz)[23]
- Alexanderstraße 57–70, O 25
- Frankfurter Allee 5–7, O 34
- Belle-Alliance-Straße 1–8, SW 61
- Andreasstraße 46, O 27
- Brunnenstraße 19–21, N 54, → Warenhaus am Weinberg
- Cottbusser Damm 1–2, S. 59
- Chausseestraße 70/71, N 65
- Wilmersdorfer Straße 119, Charlottenburg 4

### Frühere Hertie-Warenhäuser
Auszug (für Kaufhäuser der späteren Hertie GmbH ab 1. Oktober 2005 siehe dort:)

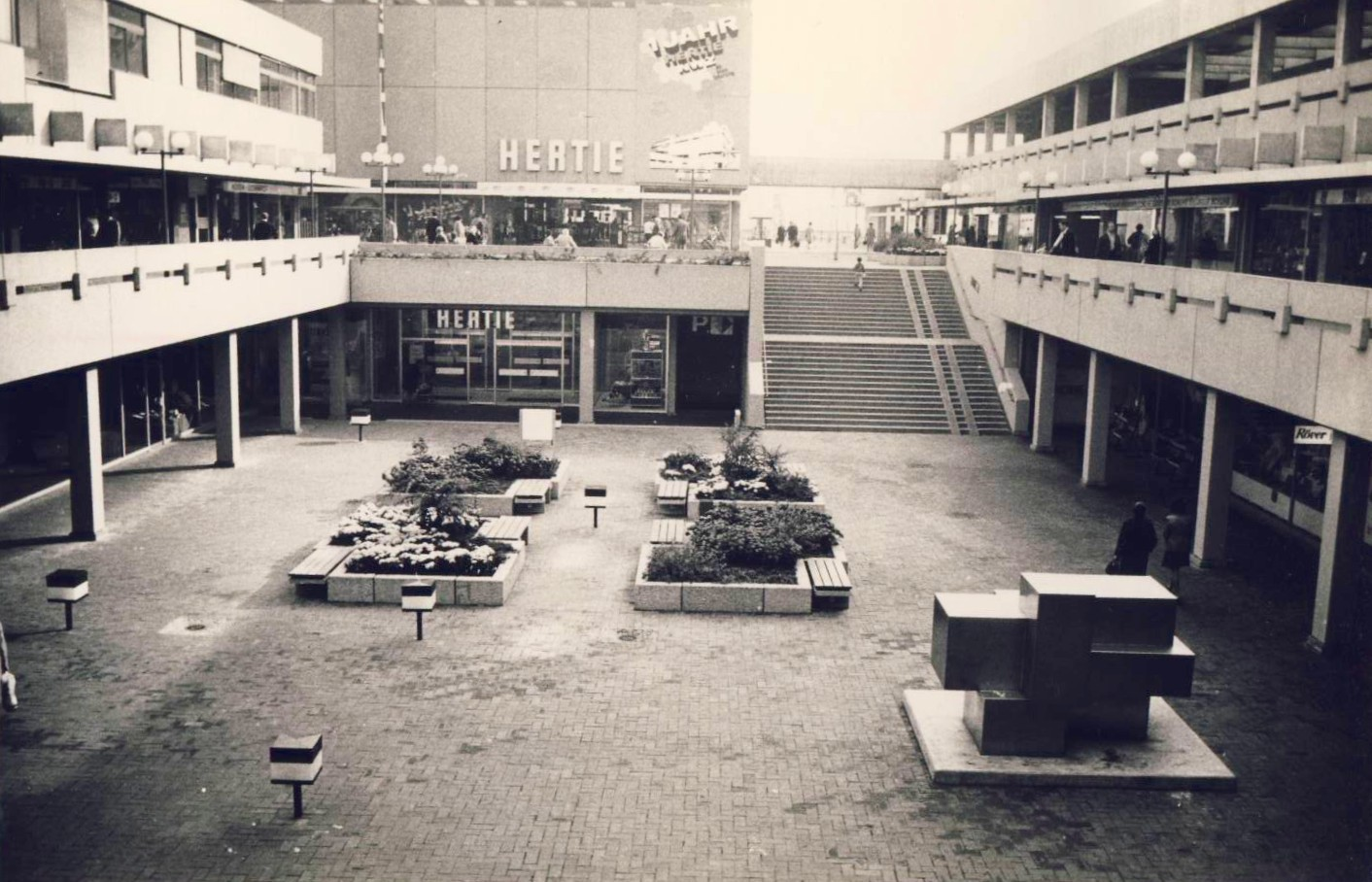
Hertie im Nordwestzentrum in Frankfurt

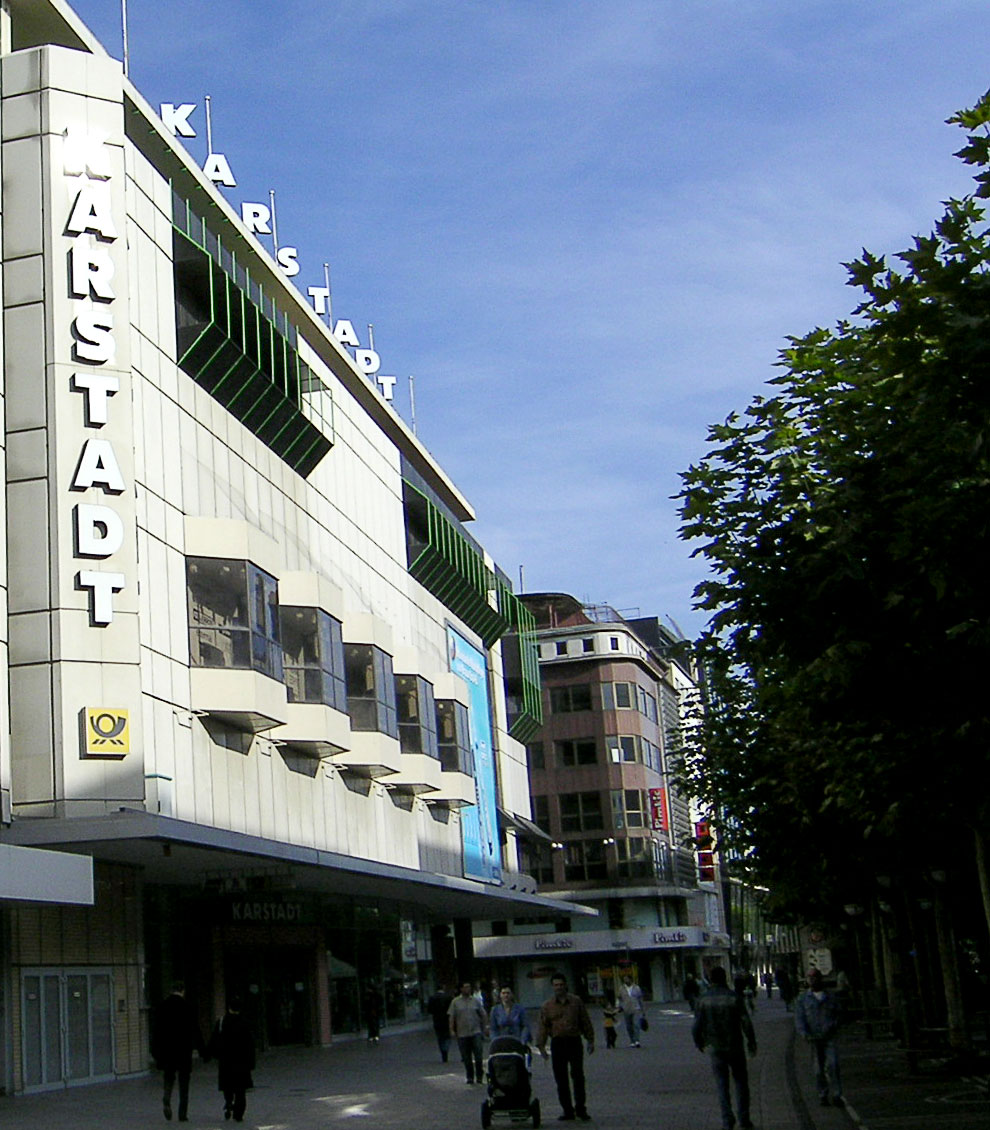
Zu den am 1. September 2001 in „Karstadt“ umbenannten Häusern gehörte auch das Haus in Frankfurt

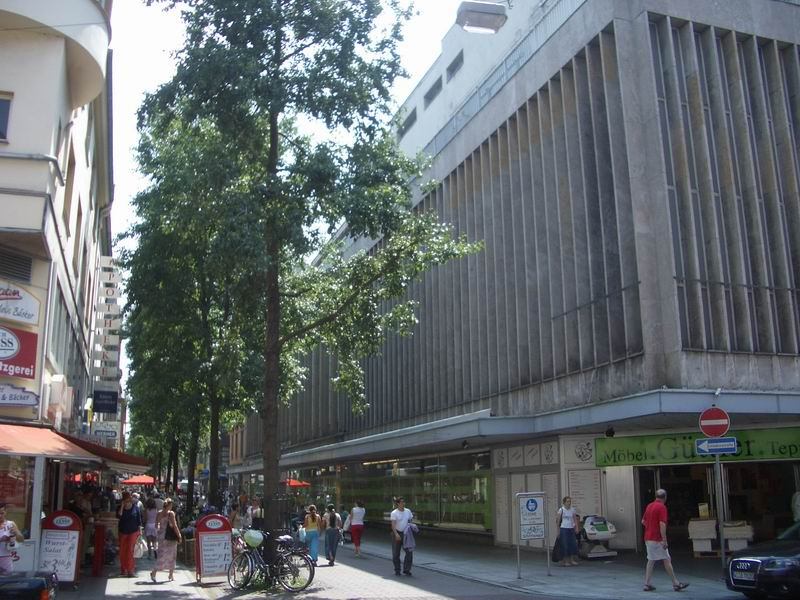
Das ehemalige Kaufhaus in Frankfurt-Höchst wurde 2008 abgerissen

- Bad Homburg vor der Höhe, Louisenstraße 91–95; seit 1. September 2001 „Karstadt“
- Bamberg, Grüner Markt 23; 1910 eröffnet als H. & C. Tietz, 1951 übernommen, heute „Karstadt“
- Bayreuth, Maximilianstraße 40–42; seit 1. September 2001 „Karstadt“
- Bergisch Gladbach, Hauptstraße 157; geschlossen, als „Kaufring“ umfirmiert, heute „Loewen-CityCenter“
- Berlin-Charlottenburg, Kurfürstendamm 231; 1971 eröffnet als „Wertheim“, am 4. Oktober 2008 in „Karstadt“ umbenannt
- Berlin-Charlottenburg, Wilmersdorfer Straße 118; heute „Karstadt“, dafür wurde die alte Karstadt-Filiale in der gegenüberliegenden Wilmersdorfer Straße 108 / Ecke Kantstraße geschlossen
- Berlin-Friedenau, Bundesallee Bundesallee 96–103: 1953 errichtet als „Kaufhaus HELD“, 1960 Übernahme durch Hertie; bis 1973 Warenhaus „Held“, danach Hertie, geschlossen am 22. Februar 2003, 2006 abgerissen, 2007 Neubau des „Schloss-Strassen-Center“s
- Berlin-Friedrichshain, Frankfurter Allee 5–7; eröffnet 1905, 1945 → kriegszerstört
- Berlin-Friedrichshain, Andreasstraße; bis 1945 → kriegszerstört, zuletzt unter „Union“
- Berlin-Mitte, (ehem. sowjetischer Sektor), Warenhaus am Weinberg, Brunnenstraße 19–21; ehemals Jandorf, bis 1945, zuletzt unter „Union“, danach verschiedene Nutzer, unter anderem „Modeinstitut der DDR“
- Berlin-Gesundbrunnen, Brunnenstraße 127–129; Hertie bis 1983
- Berlin-Hellersdorf, Stendaler Straße; Verkaufszelt, 1996 geschlossen
- Berlin-Kreuzberg, Belle-Alliance-Platz; bis 1945 unter diesem Namen, danach Blücherplatz 3 / Mehringdamm; im März 1999 geschlossen, heute „Poco“
- Berlin-Kreuzberg, Kottbusser Damm; bis 1945 → kriegszerstört, zuletzt unter „Union“, danach „Bilka“, 1999 geschlossen, Gebäude vorhanden
seit 2014 „McFit“, „Netto Marken-Discount“, „Möbel Oase“, „El Fi Supermarkt“.
- Berlin-Märkisches Viertel, Senftenberger Ring 15; 1998 geschlossen
- Berlin-Alexanderplatz 3; bis 1945 → kriegszerstört, danach abgerissen, Neubau an nahezu gleicher Stelle: HO Centrum Warenhaus, heute „Galeria Kaufhof“
- Berlin-Mitte, Leipziger Straße 46–49 / Dönhoffplatz; bis 1945 → kriegszerstört
- Berlin-Moabit, Turmstraße 29; ab 1. März 2007 wieder Hertie; ab 10. August 2009 wieder geschlossen.
- Berlin-Neukölln, Karl-Marx-Straße 92–98; geschlossen im Dezember 2005, im Februar 2006 als „Karstadt-Schnäppchencenter“ wiedereröffnet, geschlossen, Gebäude entkernt und nach Komplettumbau mit neuen Mietern 2010 („C&A“, „H&M“, „dm“) neu eröffnet.
- Berlin-Schöneberg, Hauptstraße 142; ab 1. März 2007 wieder Hertie, am 15. August 2009 geschlossen.
- Berlin-Siemensstadt, Siemensdamm 45/46; 1999 geschlossen, heute „Poco“
- Berlin-Spandau, Carl-Schurz-Straße 24; seit Oktober 1998 „Karstadt“
- Berlin-Steglitz, Schloßstraße 11–15; „Wertheim“, nach Abriss und Umbau seit 4. April 2012 Boulevard Berlin
- Berlin-Wedding, Chausseestraße 69–71; kriegszerstört, Wiederaufbau, 1977 geschlossen
- Berlin-Wedding, Brunnenstraße 123–125; geschlossen
- Böblingen, Talstraße 7; Ende der 90er Karstadt, 2001 nach Brand zu „FOX-Markt“, bis April 2016 „mömax“ (Möbel-Discounter), heute „Poco“
- Bochum, „Wertheim“, 1986 geschlossen, umgebaut zum Einkaufszentrum City Point
- Bonn, Poststraße 23; ab 1999 „Karstadt“; Oktober 2020 geschlossen,[39] ab 2022: Peek & Cloppenburg,[40]
- Bonn-Bad Godesberg, Am Fronhof 9; 1997 geschlossen, heute Einkaufszentrum „Fronhofer Galeria“
- Braunschweig, Sack 5–11; 1986 geschlossen, heute Einkaufszentrum „City Point“, ehemals mit einer von noch zwei existierenden „Schaulandt“-Filialen (Elektronik) (die andere Filiale befand sich in Dessau im Karstadt-Haus). Schaulandt bis 2011 im CITY-Point > Fläche z. Zt. leer, Nachnutzung durch „Primark“ (Discount-Bekleidung) heute Konrad-Koch-Quartier mit „Decathlon und Rewe“
- Braunschweig, Schuhstraße 28 Ecke Stephanstraße 1; Einrichtungshaus, 1987 geschlossen, zuvor 1960–1975 „Bilka“
- Bremen, Obernstraße 66; 1986 geschlossen, Abriss mit Neubau des „Bremer Carrée“
- Bremen-Vegesack, Sedanplatz; 1986 geschlossen, Nachfolger „Kaufhaus Kramer“, 2003 geschlossen
- Castrop-Rauxel; 1986 geschlossen
- Darmstadt, Ludwigsplatz 1–6; ehemals „Quelle“, später „Karstadt-Living-Haus“
- Dinslaken, Neutorplatz 14; bis 1997 „Hertie“, dann „Karstadt“ bis 2007, wieder „Hertie“ bis 2009 und seither leerstehend. Anfang 2012 Beginn des Abrisses für den Neubau der Neutor Galerie.
- Dortmund, Westenhellweg 1; 1986 geschlossen, heute Modehaus Peek & Cloppenburg
- Dresden, Prager Straße 17; ab 2001 „Karstadt-Sport“, geschlossen zum 30. Juni 2006, Abriss
- Emden, Neutorstraße; 1980 geschlossen, später Kaufhalle, 2002 geschlossen, später „Reno“, jetzt geschlossen[41]
- Elmshorn, Alter Markt 6; ab 1. März 2007 wieder Hertie, geschlossen, jetzt Einkaufszentrum mit verschiedenen Geschäften
- Erfurt, Anger 1; ehem. Kaufhaus „Römischer Kaiser“, später „HO-/Centrum-Warenhaus“, 1991 von Hertie übernommen, seit 2000 „Karstadt“
- Erlangen, Nürnberger Straße 31; vorher „Quelle“, ab 1. März 1993 Hertie, 1996 geschlossen, heute „Cinestar Kino“ und diverse Geschäfte
- Eriskirch, Friedrichshafener Straße 39; vorher „Quelle“, ab 1. März 1993 Hertie, am 30. September 1996 geschlossen, heute „Kaufland“
- Essen, Kennedyplatz Ecke Kettwiger Straße; „Wertheim“, 1964 an Stelle des abgerissenen Essener Rathauses eröffnet, 1986 geschlossen und Gebäude aufgegeben
- Essen-Steele, Kaiser-Otto-Platz; „Wertheim“, 1972 eröffnet, 1979 geschlossen, heute „Globus-Center“
- Esslingen am Neckar, Bahnhofstraße 14; seit 1. September 2001 „Karstadt“
- Flensburg, Holm 7; ab „Karstadt“, Schließung und Abriss des alten Karstadt-Hauses schräg gegenüber; Oktober 2020 erstere Filiale ebenfalls geschlossen[39]
- Frankfurt am Main, Nidacorso/Nordwestzentrum NWZ; 1997 geschlossen
- Frankfurt am Main, Zeil 90; seit 1. September 2001 „Karstadt“
- Frankfurt-Höchst, Königsteiner Straße 9–13; am 15. Dezember 2001 geschlossen, 2008 abgerissen
- Freiburg im Breisgau, Kaiser-Joseph-Straße 165; seit 1. September 2001 „Karstadt“
- Fürth, Gustav-Schickedanz-Straße; vorher „Quelle“, ab 1. März 1993 Hertie, 1996 geschlossen, heute „Wöhrl“ und div. andere Geschäfte
- Geesthacht, Bergedorfer Straße; 1977 geschlossen, heute Kaufhaus „Nessler“
- Gera, Sorge 23; „Gründerhaus“: Am 1. März 1882 eröffnete hier Oscar Tietz das Warenhaus Hermann Tietz, später „Union“; das Kaufhaus wurde nach der Wende der „Horten AG“ zugesprochen, seit 2003 leerstehend
- Göttingen, Weender Straße 75; 1986 geschlossen, heute „Einkaufszentrum Carré“
- Gütersloh, Berliner Straße 21; zunächst „Karstadt“, heute „SINN“
- Hagen, Elberfelder Straße 50–52; vorher „Quelle“, ab 1. März 1993 Hertie, 1997 geschlossen
- Halle (Saale), Markt 3–7; zuvor „Centrum Warenhaus“ und ab 1983 „HO 1000 Dinge“, ab 1995 „Kaufhaus Fischer“, seit 1998 „Wöhrl“ und „Haus des Buches“
- Hamburg, Jungfernstieg 16–20; 1935 umfirmiert nach „Arisierung“ in Alsterhaus
- Hamburg-Barmbek, Fuhlsbüttler Straße 101; später „Karstadt“, ab 1. März 2007 wieder Hertie, geschlossen 2009 und bis 2014 leerstehend, Abriss.
- Hamburg-Bergedorf, Sachsentor 33–39; 1978 bis 2021 „Karstadt“, heute Leerstand.
- Hamburg-Osdorf, Osdorfer Landstraße 133, „Elbe-Einkaufszentrum“ (EEZ); 1997 bis 2010 „Karstadt“
- Hamburg-Ottensen, Ottenser Hauptstraße 10; 1953 eröffnet, 1990 geschlossen, danach abgerissen, heute EKZ „Mercado“
- Hameln; 1988 geschlossen, anschließend „real“, danach Abriss; heute „Stadtgalerie“
- Hanau, Am Freiheitsplatz 18; seit 1. September 2001 „Karstadt“ seit März 2010 geschlossen und im Juni 2012 abgerissen, seit 2015 „Forum Hanau“
- Hannover, Kröpcke-Center; „Wertheim“, 1980 geschlossen, heute u. a. „Peek & Cloppenburg“
- Hannover, Raschplatz; „Wertheim“-Möbelhaus, 1979 geschlossen
- Herne-Wanne, Hauptstraße; 1986 geschlossen
- Hilden, Warringtonplatz 10; 1986 geschlossen, im Erdgeschoss bis März 2011 „Peek & Cloppenburg“, im Obergeschoss bis 2002 „Kaufpark“ (Rewe), seitdem leerstehend
- Kaiserslautern; „Wertheim“, 1986 geschlossen
- Kaiserslautern, Fackelstraße 1; Dezember 1998 geschlossen, heute „Peek & Cloppenburg“
- Karlsruhe, Kaiserstraße 92; ab 1. September 2001 Karstadt, 2004 geschlossen, 2005 „Karstadt Sports“[sic!], seit März 2006 „Breuninger“ und „Karstadt Sports“ und seit Herbst 2006 im Erdgeschoss noch zusätzlich ein „dm-drogerie markt“; 2020: „SportScheck“,[42]
- Kiel, Sophienblatt 2; seit 1. September 2001 „Karstadt“
- Koblenz, Zentralplatz 1; vorher „Quelle“, ab 1. März 1993 Hertie, 1996 geschlossen, 2010 abgerissen
- Konstanz, Hussenstraße 23; seit 1. September 2001 „Karstadt“
- Köln, Neumarkt 6; 1997 geschlossen, heute „Neumarkt Galerie“[sic!],[43]
- Landshut, Ländtorplatz 1; seit 1. September 2001 „Karstadt“
- Leverkusen, Wiesdorfer Platz 4; 1990 geschlossen, heute „Peek & Cloppenburg“
- Lörrach, Turmstraße 1; seit 1. September 2001 „Karstadt“
- Lünen, Marktstraße 7; später Karstadt, dann wieder Hertie, 2010 geschlossen, seit 2014 Umbau zu Wohn- und Geschäftshaus[44]
- Magdeburg, Breiter Weg 20; Boutique, 1996 geschlossen
- Mainz, Ludwigstraße 12; ab 1. September 2001 „Karstadt“, Oktober 2020 geschlossen,[39]
- Mannheim, Kurpfalzstraße/E1, 5–10; im Dezember 1995 geschlossen
- Meißen, Kleinmarkt 6; 1994 geschlossen
- Mülheim an der Ruhr, Hans-Böckler-Platz 31, im „Forum City“; 1990 geschlossen
- München, Bahnhofplatz 7; erbaut 1905; seit 27. September 2007 „Karstadt“

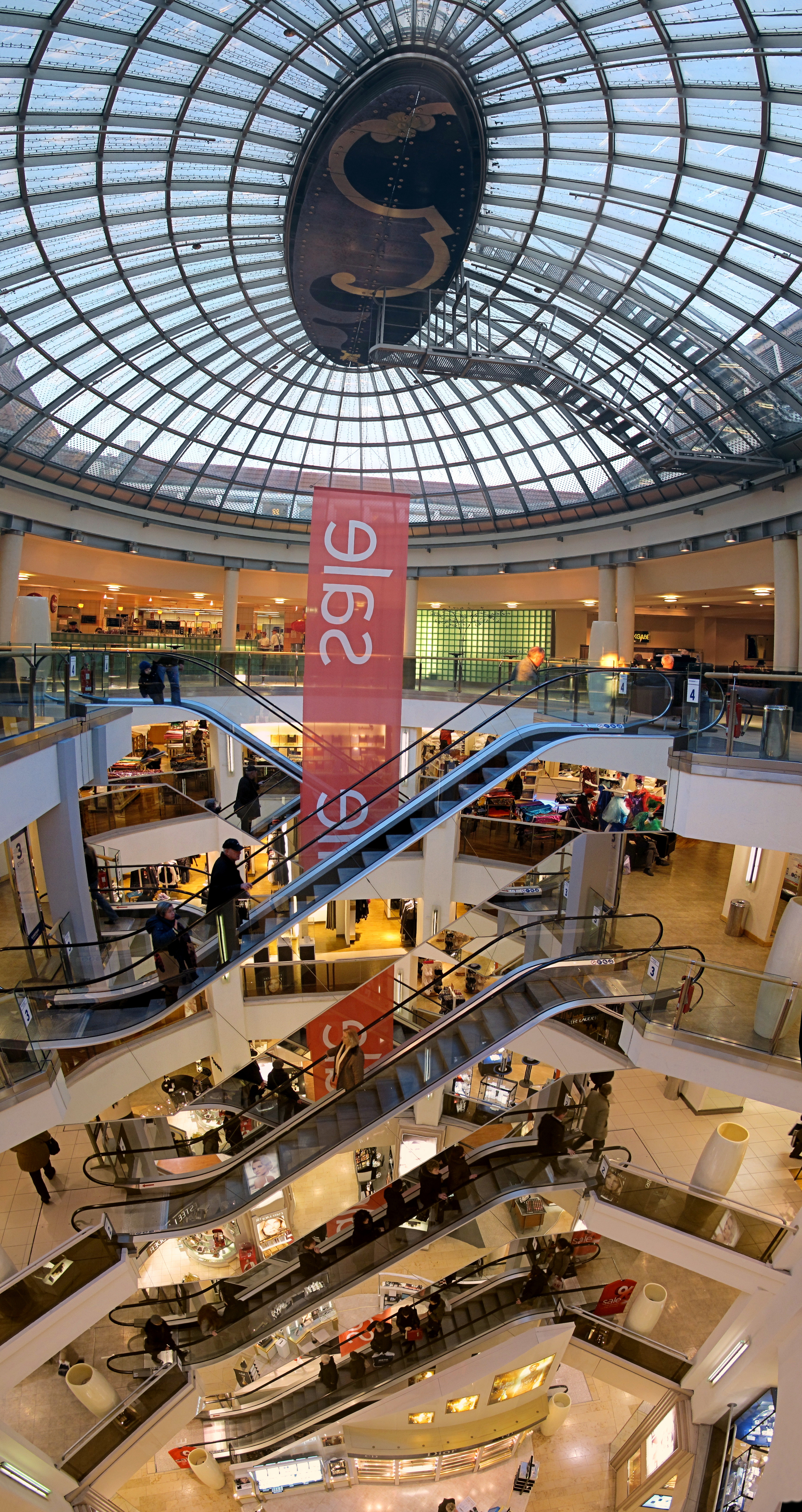
Hertie (München)

- München-Schwabing, Leopoldstraße 82; seit 1. September 2001 „Karstadt“
- Neckarsulm, Hohenloher Straße 2; vorher „Quelle“, ab 1. März 1993 Hertie, seit 1997 Einkaufszentrum mit Filialen von „Lidl“, „Adler Modemarkt“, „dm-drogerie markt“, „Reno Schuhe“ und mehreren kleinen Einzelhandelsläden
- Neu-Isenburg, Isenburg-Zentrum, Hermesstraße 4 (1980 geschlossen)
- Neumünster, Großflecken 4–10; wurde zu „Karstadt“ umgebaut – 2020 geschlossen, Umbau Karstadt-Filiale am Kuhberg 47–51 schräg gegenüber, heute „Kuhberg-Karree“ mit Kino und kleineren Geschäften
- Nürnberg, Pfannenschmiedsgasse 22; 1997 geschlossen und abgerissen, heute Einkaufszentrum „City-Point Nürnberg“
- Offenburg, Lindenplatz 3; heute „Karstadt“
- Oldenburg, Heiligengeiststraße 4–7; im Juli 1993 geschlossen, heute Einkaufszentrum „City Center Oldenburg“
- Osnabrück, Neumarkt 13; 1986 geschlossen, gefolgt von „Wöhrl“ mit umfangreichen Umbauten, seit 2009 Leerstand
- Ratingen, Düsseldorfer Straße 35; 1986 geschlossen, 2019 abgerissen,[45]
- Regensburg, Weichser Weg 5, Donau-Einkaufszentrum; vorher „Quelle“, ab 1. März 1993 Hertie, 1997 geschlossen
- Rostock, Kröpeliner Straße 56 (im ehemaligen Wertheim-Gebäude); 1995 geschlossen
- Rottweil, Saline 5; vorher „Quelle“, ab 1. März 1993 Hertie, 1996 geschlossen, danach „Handelshof“, heute „Kaufland“
- Salzgitter, Berliner Straße 1–3; 1996 geschlossen, heute Einkaufszentrum „City Tor“
- Schwedt/Oder, Platz der Befreiung 1; im Dezember 1996 geschlossen
- Senden (Bayern), Berliner Straße 13; vorher „Quelle“, ab 1. März 1993 Hertie, 1996 geschlossen, heute „Marktkauf“
- Siegen-Weidenau, Hauptmarkt 1; 1980 geschlossen, heute „Media Markt“
- Stade, Steile Straße 1; ab 1. März 2007 wieder Hertie, am 8. August 2009 geschlossen. Abriss 2016,[46] ab 2018 Einkaufszentrum[47] und ab 2019 Parkhaus[48] „Neuer Pferdemarkt“.
- Stuttgart, Königstraße 1; heute „Karstadt-Schnäppchencenter“; Gebäudeabriss in der Planung[49]
- Stuttgart, Königstraße 27–29; zunächst „Karstadt“, geschlossen am 15. Mai 2015; nach Gebäudesanierung im Oktober 2018[50] Eröffnung von „Karstadt Sports“[sic!] in einem Teilbereich des Gebäudes.
- Sulzbach, Main-Taunus-Zentrum (MTZ); ab 1. September 2001 „Karstadt“, Oktober 2020 geschlossen,[39]
- Troisdorf, Kölner Straße 2; August 1970 eröffnet, 1984 geschlossen,[51] später „massa“, heute Stadtbibliothek und Einkaufszentrum „Forum“
- Ulm, Hirschstraße 9; im Dezember 1997 geschlossen, heute „Modehaus Wöhrl-Plaza“
- Velbert, Friedrichstraße 226–228
- Viernheim, Rhein-Neckar-Zentrum (RNZ); seit 1. September 2001 „Karstadt“
- Waldkraiburg, Berliner Straße 11; ab 1986 „Preisland-City-SB“; 1990 zu „Kaufhalle“, 2011 abgerissen
- Weiden in der Oberpfalz, Ringstraße 2–4; ab 1. März 2007 wieder Hertie, August 2009 geschlossen
- Wiesbaden, Kirchgasse 6; später „Karstadt an der Luisenstraße“; 2005 geschlossen, 2006 Abriss und Neubau zum Einkaufszentrum „Luisenforum“
- Wolfsburg, Porschestraße 2; im August 2003 geschlossen, März 2007 bis auf den ehemaligen Lebensmittelmarkt abgerissen
- Wuppertal, Neumarktstraße 1; 1998 geschlossen, bis 2001 Karstadt und 2006 Abriss, seit 2008 Neubau u. a. mit Saturn-Markt
- Würzburg, Beim Grafeneckart 10; 1986 geschlossen, heute „Modehaus Wöhrl-Plaza“

## Belege
1. ↑  Daniel Sprenger: Das "Waarenhaus Hermann Tietz": Hamburgs erstes Kaufhaus auf ndr.de am 1. März 2022
2. ↑  Simone Ladwig-Winters: Wertheim – ein Warenhausunternehmen und seine Eigentümer. Ein Beispiel der Entwicklung der Berliner Warenhäuser bis zur „Arisierung“. Lit-Verlag, Münster 1997, ISBN 3-8258-3062-4, S. 89.
3. ↑  Inge Braun, Helmut Huber: Verführung auf sieben Etagen – Das Kaufhaus des Westens und seine Geschichte. Radio-Feature, Ko-Produktion: RBB, DLF, August 2007, 27 S., Manuskript (Memento des Originals vom 1. Dezember 2017 im Internet Archive)  Info: Der Archivlink wurde automatisch eingesetzt und noch nicht geprüft. Bitte prüfe Original- und Archivlink gemäß Anleitung und entferne dann diesen Hinweis., (PDF; 27 S., 101 kB).
4. ↑  Wolfgang Wölk: Jandorf, Adolf. In: Neue Deutsche Biographie (NDB). Band 10, Duncker & Humblot, Berlin 1974, ISBN 3-428-00191-5, S. 332 f. (Digitalisat).
5. ↑  Nils Busch-Petersen: Adolf Jandorf. Vom Volkswarenhaus zum KaDeWe. Hentrich & Hentrich, Berlin 2007, ISBN 978-3-938485-10-1, S. 74.
6. 1 2  Ladwig-Winters: Wertheim […], 1997, S. 109.
7. ↑  Ladwig-Winters: Wertheim […], 1997, S. 91, Zitat von Albrecht Wertheim.
8. ↑  Ladwig-Winters: Wertheim […], 1997, S. 150.
9. ↑  Hermann Tietz: Der grösste Warenhaus-Konzern Europas im Eigenbesitz. Ein Buch sichtbarer Erfolge. Verlag Max Schröder, Berlin 1928, 200 S., [bis 1932 jährlich wieder aufgelegt].
10. ↑  Ladwig-Winters: Wertheim […], 1997, S. 157.
11. ↑  Ladwig-Winters: Wertheim […], 1997, S. 155.
12. ↑  Ladwig-Winters: Wertheim […], 1997, S. 151.
13. ↑  Ladwig-Winters: Wertheim […], 1997, S. 51.
14. ↑  Friedrich W. Köhler: Zur Geschichte der Warenhäuser. Seenot und Untergang des Hertie-Konzerns. Haag + Herchen, Frankfurt am Main 1997, ISBN 3-86137-544-3, S. 22.
15. 1 2  Ladwig-Winters: Wertheim […], 1997, S. 181.
16. ↑  H.O. Eglau: Der Herr von Hertie. In: Die Zeit, Nr. 48, 27. November 1970.
17. 1 2  Ina Neumann: Karg, Georg. In: Neue Deutsche Biographie (NDB). Band 11, Duncker & Humblot, Berlin 1977, ISBN 3-428-00192-3, S. 152 f. (Digitalisat).
18. ↑  Karg, Georg. In: Munzinger-Archiv, 19. März 1973; abgerufen am 1. Dezember 2017, nur Artikelanfang frei.
19. ↑  Ladwig-Winters: Wertheim […], 1997, S. 183.
20. ↑  H.O. Eglau: Georg Karg. Der Herr von Hertie, S. 43.
21. ↑  Cay Dobberke: Jüdische Handelsgeschichte in Berlin. Der Warenhauskönig. In: Der Tagesspiegel, 7. November 2013.
22. ↑  Ladwig-Winters: Wertheim […], 1997, S. 152.
23. 1 2  Filiale am Dönhoffplatz 1928: Aufnahme vom Kaufhaus Tietz am Dönhoffplatz 1928. Getty Images / Ullstein Bild.
24. ↑  Woher wir kommen Die Geschichte der GHS. In: ghst.de. Gemeinnützige Hertie-Stiftung, abgerufen am 19. Januar 2024.
25. ↑  Heike van der Horst: Kaufstätten für Alle. Ein Fotoalbum gewährt Einblicke in den Einzelhandel der Nachkriegszeit. In: Archiv0711 Blog des Stadtarchivs Stuttgart. Stadtarchiv Stuttgart, 18. November 2020, abgerufen am 19. Januar 2024.
26. ↑  Erika Noack: Kaufhäuser. In: Stadtlexikon Wiesbaden. Stadtarchiv Wiesbaden, abgerufen am 19. Januar 2024.
27. ↑  Ulf-Peter Busse: Die Kaufhaeuser des Sachsentors. Einkaufsspaß seit 1908: Von Biebler über Hertie, Kepa und Penndorf bis Karstadt - Serie zum Buch/3. Teil. In: Bergedorfer Zeitung. FUNKE Medien Hamburg GmbH, 28. November 2014, abgerufen am 19. Januar 2024.
28. 1 2 3  Thomas Heise, Felix Kurz, Harald Schumann: Affären. Steuertricks der Hertie-Erben. In: Der Spiegel. Nr. 22, 1999 (online).
29. ↑  Rudolf Kahlen: Händler und Hoteliers wollen eine eigene Kreditkarte herausgeben. Banken und Sparkassen setzen sich mit allen Mitteln dagegen zur Wehr. Poker um Plastikgeld. (Memento vom 13. Oktober 2017 im Internet Archive). In: Die Zeit, 3. Juli 1987.
30. ↑  Gunhild Freese: Warenhäuser: Ein neuer Zusammenschluß treibt den Konzentrationsprozeß voran: Flucht in die Größe. (Memento vom 2. Dezember 2017 im Internet Archive). In: Die Zeit, 12. November 1993, Nr. 46.
31. ↑  David Schraven: Hertie-Stiftung kommt davon. In: taz, 19. Mai 2001.
32. ↑  Warenhauskette: Erste Hertie-Häuser schließen in Deutschland. In: Welt Online. 12. Februar 2009, abgerufen am 21. April 2021.
33. ↑  Hälfte der Hertie-Filialen schließt. Focus.de, 8. August 2009 (dpa).
34. ↑  Letzter Ladenschluss für Hertie. In: tagesschau.de. 15. August 2009, archiviert vom Original (nicht mehr online verfügbar) am 18. August 2009; abgerufen am 27. Januar 2014.
35. ↑  bb: Hertie-Schriftzug in Spree versenkt. In: Bild-Zeitung, 27. August 2009 (dpa).
36. ↑  Neustart im Netz. Serviette.de übernimmt. In: Handelsblatt, 2. August 2012 (dpa).
37. ↑  Warenhäuser. In: Berliner Adreßbuch, 1930, Teil 2, S. 790.
38. ↑  Hertie. (PDF; 1,75 MB) In: Initiative Friedrichstraße e. V. (Wuppertal). 10. Oktober 2006, S. 3–4, abgerufen am 26. November 2017.
39. 1 2 3 4  Schließungsfilialen. (Memento vom 12. September 2020 im Internet Archive). In: galeria.de.
40. ↑  Lisa Inhoffen: Einzug bestätigt: Peek&Cloppenburg zieht in ehemaligen Karstadt in Bonn. In: General-Anzeiger (Bonn), 2. Februar 2021.
41. ↑  Manfred Ulferts: Steht Kaufhaus-Gebäude in Emden „herrenlos“ da? (Memento vom 2. August 2012 im Webarchiv archive.today). In: Emder Zeitung, 23. Dezember 2009.
42. ↑  Wolfgang Voigt: Alle Arbeitsplätze bleiben erhalten. Aus Karstadt Sports in Karlsruhe wird Sportscheck. In: BNN, 19. August 2020; abgerufen am 6. April 2021.
43. ↑  Neumarkt Galerie. koeln.de; abgerufen am 6. April 2021.
44. ↑  Magdalene Quiring-Lategahn: Altes Hertie-Haus: Umbau soll im Sommer starten. In: Westdeutsche Allgemeine Zeitung. Funke Mediengruppe, 13. Mai 2014, abgerufen am 1. Mai 2025.
45. ↑  Ulrike Trimborn: Neuer Investor für das ehemalige Hertie-Haus: Stadt und Tecklenburg setzen Startschuss für Wohn- und Geschäftsquartier in der Ratinger Innenstadt. Stadt Ratingen, Pressemitteilung, 11. April 2018; abgerufen am 6. April 2021.
 Ulrike Trimborn: Abbruch des Hertie-Hauses beginnt. Stadt Ratingen, Pressemitteilung, 26. April 2019; abgerufen am 6. April 2021.
46. ↑  Sarah Zaheer: Vom Klotz zur Kleinteiligkeit. In: taz, 18. Juli 2020.
47. ↑  Björn Carstens: Neuer Pferdemarkt: Shopping-Paradies lädt ein. In: kreiszeitung-wochenblatt.de, 23. März 2018; abgerufen am 6. April 2021.
48. ↑  Jörg Dammann: Parken rund um die Uhr an sieben Tagen. kreiszeitung-wochenblatt.de, 25. Juni 2019; abgerufen am 6. April 2021.
49. ↑  Martin Haar: Handel zwischen Chance und Risiko: Königstraße wird an vielen Stellen umgebaut. In: Stuttgarter Nachrichten. 1. Oktober 2017, abgerufen am 11. Januar 2020 (mit 6 Bildern).
50. ↑  Mara Javorovic: Neuer Store in Stuttgart: Karstadt Sports: Comeback an der Königstraße. In: TextilWirtschaft, 6. Dezember 2018, mit Fotostrecke.
51. ↑  Andreas Helfer: Museum Troisdorf. Andenken an Hertie-Filiale in der Kölner Straße gesucht. In: Kölner Stadt-Anzeiger, 23. Mai 2016.